# Kardynałowie z nominacji Urbana V
Papież Urban V (1362–1370) mianował na czterech konsystorzach trzynastu nowych kardynałów.

## 18 września 1366
(1) 1. Angelic de Grimoard CanReg, brat papieża, biskup Awinionu – kardynał prezbiter S. Pietro in Vincoli, następnie kardynał biskup Albano (17 września 1367), zm. 13 kwietnia 1388
(2) 2. Guillaume de la Sudrie OP, biskup Marsylii – kardynał prezbiter Ss. Giovanni e Paolo (tytuł nadany 27 września 1366), następnie kardynał biskup Ostia e Velletri (17 września 1367), zm. 18 kwietnia 1373.
(3) 3. Marco da Viterbo OFM, generał zakonu franciszkanów – kardynał prezbiter S. Prassede (tytuł nadany 14 grudnia 1367), zm. 4 września 1369.

## 12 maja 1367
(4) 1. Guillaume d'Aigrefeuille OSBClun, dziekan Clermont, notariusz apostolski – kardynał prezbiter S. Stefano al Monte Celio, zm. 13 stycznia 1401

## 22 września 1368
(5) 1. Philippe de Cabassole, tytularny patriarcha Jerozolimy – kardynał prezbiter Ss. Marcellino e Pietro (tytuł nadany 4 czerwca 1369), następnie kardynał biskup Sabiny (31 maja 1370), zm. 27 sierpnia 1372.
(6) 2. Simon Langham OSB, arcybiskup Canterbury – kardynał prezbiter S. Sisto (tytuł nadany 24 maja 1369), następnie kardynał biskup Palestriny (sierpień 1373), zm. 22 lipca 1376.
(7) 3. Bernard du Bosquet, arcybiskup Neapolu – kardynał prezbiter Ss. XII Apostoli (tytuł nadany 31 października 1368), zm. 19 kwietnia 1371.
(8) 4. Jean de Dormans, biskup Beauvais, kanclerz król. Francji – kardynał prezbiter Ss. IV Coronati (tytuł nadany w 1369), zm. 7 listopada 1373.
(9) 5. Étienne de Poissy, biskup Paryża – kardynał prezbiter S. Eusebio (tytuł nadany 13 lutego 1369), zm. 17 października 1373.
(10) 6. Pierre de Banac, biskup Castres – kardynał prezbiter S. Lorenzo in Damaso, zm. 7 października 1369.
(11) 7. Francesco Tebaldeschi, kanonik bazyliki watykańskiej – kardynał prezbiter S. Sabina (tytuł nadany 20 października 1368), zm. 6 września 1378.
Na tym konsystorzu Urban V ogłosił także promocję patriarchy Aleksandrii Arnaud Bernarda du Pouget, jednakże nie doszła ona do skutku, gdyż, o czym papież wówczas jeszcze nie wiedział, nominat zmarł trzy tygodnie przed tym konsystorzem.

## 7 czerwca 1370
(12) 1. Pierre d'Estaing OSB, arcybiskup Bourges – kardynał prezbiter S. Maria in Trastevere (tytuł nadany 28 czerwca 1370), następnie kardynał biskup Ostia e Velletri (28 września 1373), zm. 25 listopada 1377.
(13) 2. Pietro Corsini, biskup Florencji – kardynał prezbiter S. Lorenzo in Damaso, następnie kardynał biskup Porto e S. Rufina (1374), zm. 16 sierpnia 1405